# Xã Brady, Quận Lycoming, Pennsylvania
Xã Brady (tiếng Anh: Brady Township) là một xã thuộc quận Lycoming, tiểu bang Pennsylvania, Hoa Kỳ. Năm 2010, dân số của xã này là 521 người.